# 14 Dywizja Pancerna (USA)
14 Dywizja Pancerna (ang. 14th Armored Division) – amerykańska dywizja pancerna w latach 1942–45.
II wojna światowa
Utworzona 15 listopada 1942. Przybyła do południowej Francji w październiku 1944, dotarła na front w listopadzie, walcząc w Wogezach w składzie 7 armii. Zakończyła wojnę w Bawarii. Ogółem spędziła 133 dni zaangażowana w walki, podczas których straciła 447 zabitych, 1998 rannych, 422 zaginionych i 22 wziętych do niewoli.
Po wojnie dywizja wróciła do Stanów Zjednoczonych i została rozwiązana we wrześniu 1945.